# سرودهای اورفیک

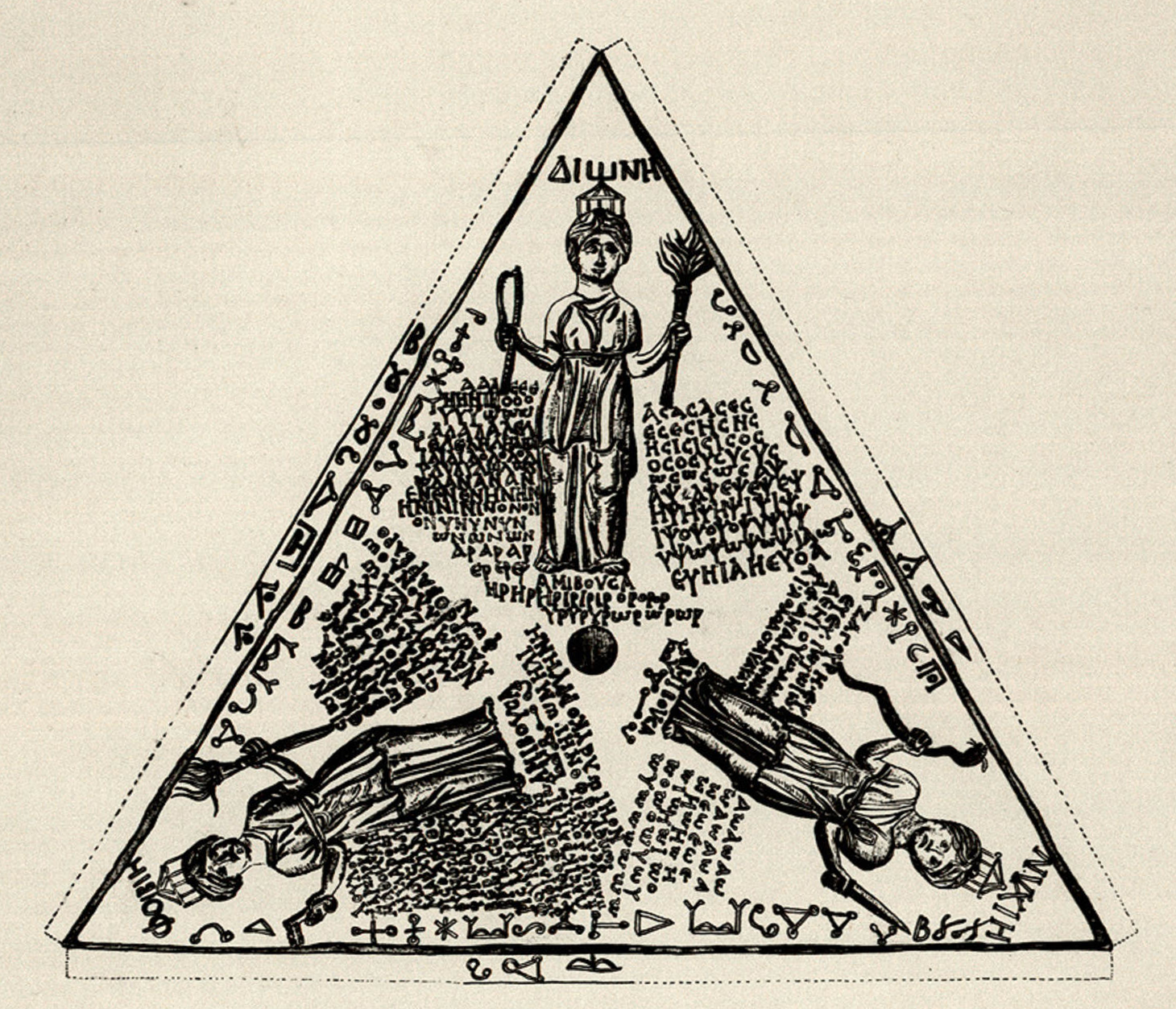
تصویری از یک لوح برنزی از پرگامون، واقع در آسیای صغیر، متعلق به قرن سوم میلادی. در کتیبه‌ای بر روی آن، از الهه ملینوه نام برده شده است؛ الهه‌ای که در منابع موجود، تنها در سرودهای اورفیک شناخته شده است.

سرودهای اورفیک یا متون اورفیک (انگلیسی: Orphic Hymns) مجموعه‌ای از هشتاد و هفت سرود خطاب به خدایان مختلف است و از معدود آثار باقی‌مانده از ادبیات آیین اورفئوسی است. به احتمال زیاد این سرودها در آناتولی توسط یک نویسنده واحد، احتمالاً در قرن دوم یا سوم پس از میلاد، ساخته شده‌اند. طول اشعار نسبتاً کوتاه است و این مجموعه با مقدمه‌ای تحت عنوان «اورفیوس به موسائوس» آغاز می‌شود هر سرود جداگانه در کنار یک عبادت مقرر می‌آید. در میان خدایان ستایش شده در سرودها، دیونیسوس بالاترین جایگاه را دارد.